# Гипотеза обруча
Гипотеза обруча — физическая гипотеза, формулирующая необходимые и достаточные условия гравитационного коллапса протяжённого физического объекта в чёрную дыру: весь физический объект должен располагаться в идеальной сфере с радиусом, равным его радиусу Шварцшильда. Длина окружности {\displaystyle c} воображаемого обруча, вращающегося вокруг диаметра этой сферы, зависит от радиуса Шварцшильда {\displaystyle r_{s}} следующим образом:
{\displaystyle c=2\pi r_{s}}
Гипотеза обруча не доказана, но имеются веские соображения в её пользу.
Гипотезу обруча выдвинул Кип Торн в 1972 году. Он изучал влияние гравитации на различные объекты и пришёл к выводу, что для образования чёрной дыры размеры объекта по всем трём измерениям не должны превышать радиус Шварцшильда.[уточнить] Вследствие математических затруднений для случая объекта произвольной формы, первоначально он сформулировал свою гипотезу как гипотезу об обруче, охватывающем бесконечный цилиндр.